# 大田区立梅田小学校
大田区立梅田小学校（おおたくりつ うめだしょうがっこう）は、東京都大田区南馬込六丁目にある区立小学校。

## 交通
- 都営地下鉄浅草線西馬込駅徒歩5分

## 沿革
- 1954年 - 東京都大田区立梅田小学校として開校。
- 1971年 - 梅田幼稚園が開園。
- 2009年 - 梅田幼稚園が廃止、代わりにおおたっこ広場が開設。

## その他
- 隣接幼稚園

敷地内に大田区立梅田幼稚園があった。所在地は南馬込6丁目6番22号。
- こどもの家・児童館

校内にフレンドリー梅田があったが、2011年に廃止された。

## 出身有名人
- 手塚理美（女優）
- 福永恵規（元おニャン子クラブ）
- セッド・ジニアス（プロレスラー）
- 百田光雄（プロレスラー）
- 百田義浩（プロレスラー）
- 木下康介（サッカー選手、SCフライブルク）
- 大崎佑圭（バスケットボール選手、ENEOSサンフラワーズ）
- 木村文紀（プロ野球選手）
- 高瀬三徳（大田区議会議員）